# Hall in Tirol
Hall in Tirol es una ciudad en el distrito de Innsbruck-Land de Tirol, Austria. Localizada a una altitud de 574 m, aproximadamente 5 km al este de la capital regional de Innsbruck en el valle del Eno,  tiene una población más de 14.000 habitantes (enero de 2024).

## Historia
Hall in Tirol aparece por primera vez en las crónicas del condado de Tirol como salina (sic) cerca del castillo de Thaur en una escritura de 1232. El nombre actual se remonta a 1256, y tiene la misma raíz que Halle, Hallein, Schwäbisch Hall o Hallstatt, derivando de la palabra celta para sal.
Desde el siglo XIII la mina de sal de Absam en el norte del Valle de Hall fue la industria principal de la ciudad y su entorno. La primera galería de acceso fue puesta en servicio en 1272 por órdenes del conde Meinhard II de Tirol, con la salmuera siendo evacuada gracias a una tubería de 10 km que terminaba en Hall. La importancia de la industria de la sal, que exportaba a Suiza, el Bosque Negro, y el valle del Rin, se refleja en el escudo de armas municipal, el cual muestra dos leones portando un barril de sal. 
En 1303 Hall recibió el rango de ciudad. Con ello vinieron poderes jurídicos incluyendo el control del comercio fluvial en el río Eno. La ciudad sufrió graves daños en 1447, cuando gran parte del área urbana fue arrasada por un incendio. En 1477 consiguió el derecho de acuñación, al moverse la casa de la moneda tirolesa de Meran a Hall. Fue en Hall, en 1486, donde se acuñó el primer tálero, precursor de numerosas monedas como el dólar. En el siglo XVI la ceca de Hall también introdujo primera máquina de acuñación automatizada del mundo. Hoy una reconstrucción de esta máquina revolucionaria puede ser vista en el Museo de la Casa Moneda de Hall en Burg Hasegg.
Durante los siglos XV y XVI, Hall fue una de las ciudades más importantes en el Imperio Habsburgo. Este periodo vio la construcción de iglesias, monasterios y conventos en la actual ciudad vieja. Hoy Hall tiene la mayor ciudad vieja intacta en Austria Occidental.
También durante este periodo se estableció una guarnición militar en Hall. Esta, junto con la estación ferroviaria de mercancías, fue un objetivo de los bombardeos aliados durante la Segunda Guerra Mundial. A pesar de destruir dicha estación, la ciudad vieja quedó casi intacta.
Entre 1938 y 1974 la ciudad se llamó Solbad Hall. Solbad desapareció del nombre de la ciudad tras finalizar la actividad minera en 1967.

## Galería

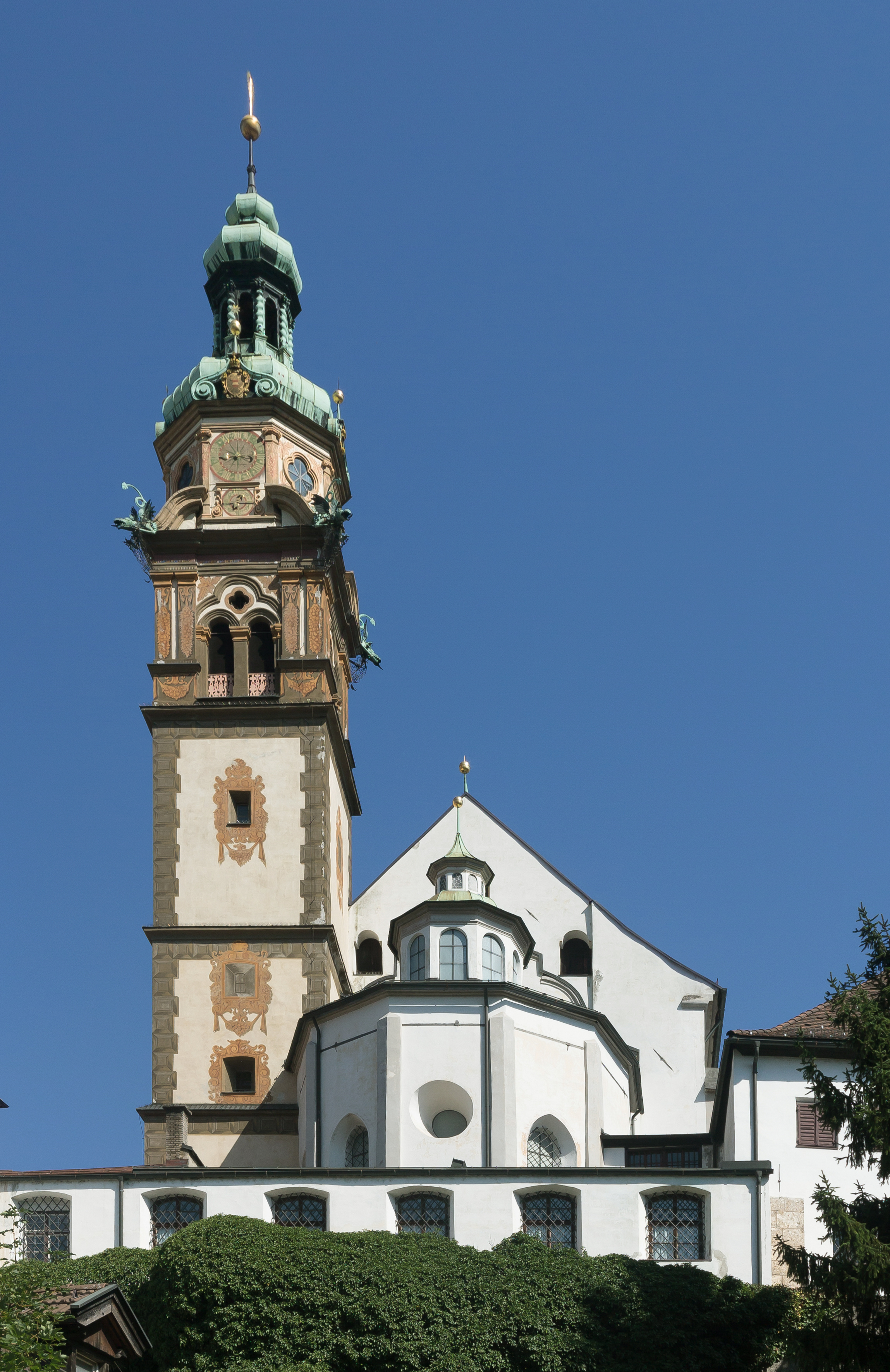
La basilica: Herz Jesu Basilika
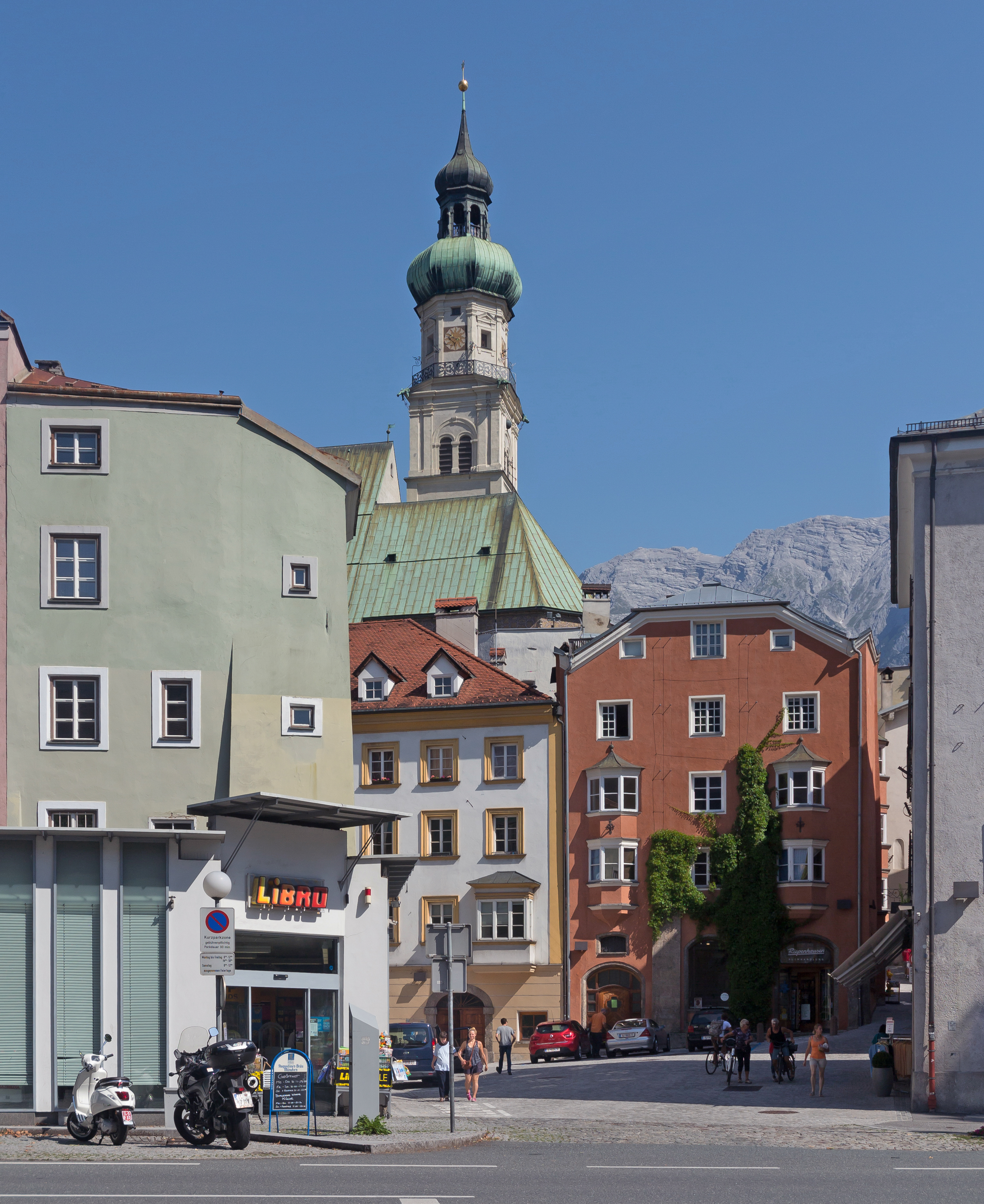
La iglesia: Allerheiligenkirche (antigua iglesia jesuita)
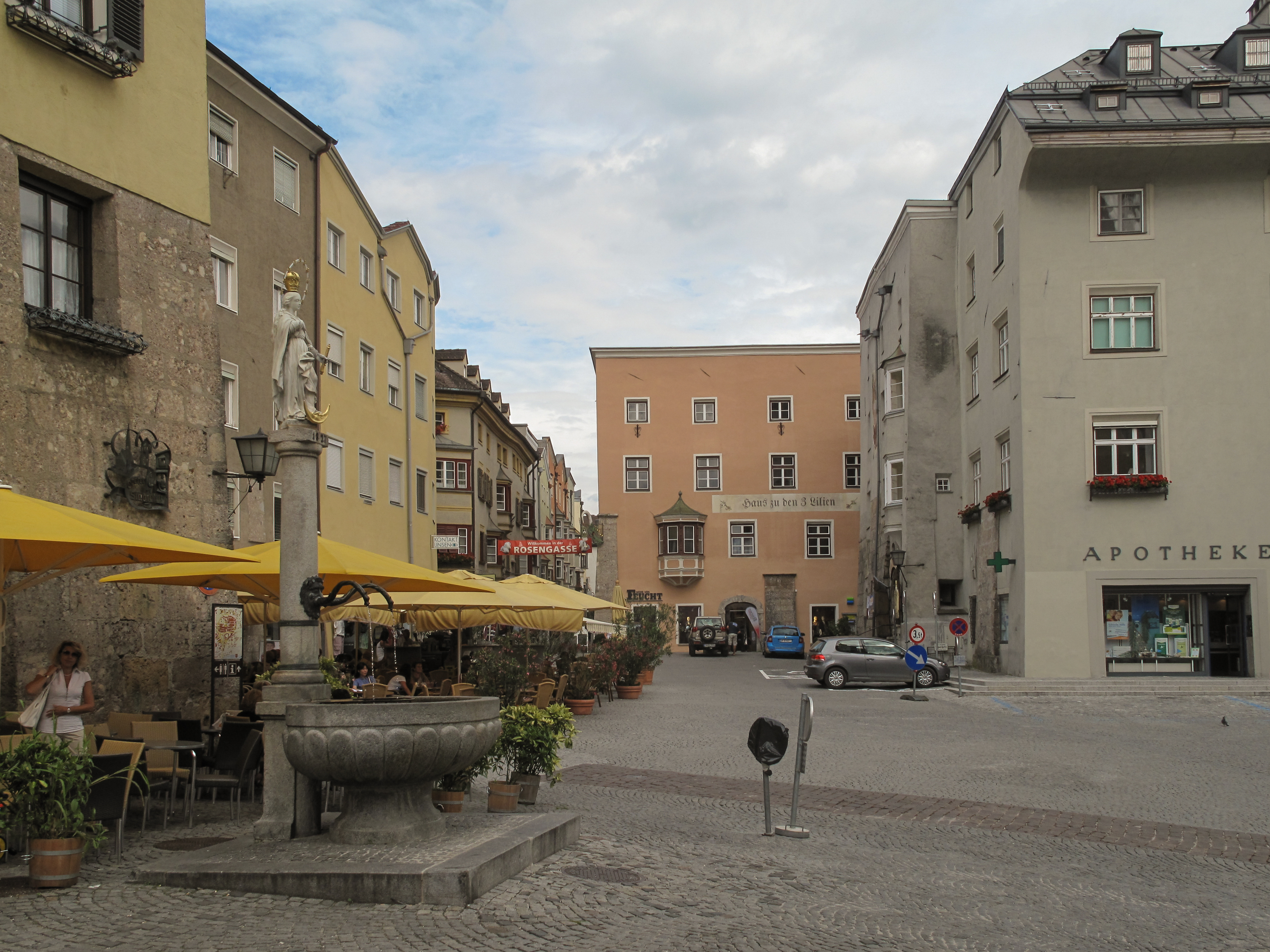
Vista de la calle: Rosengasse-Mustergasse
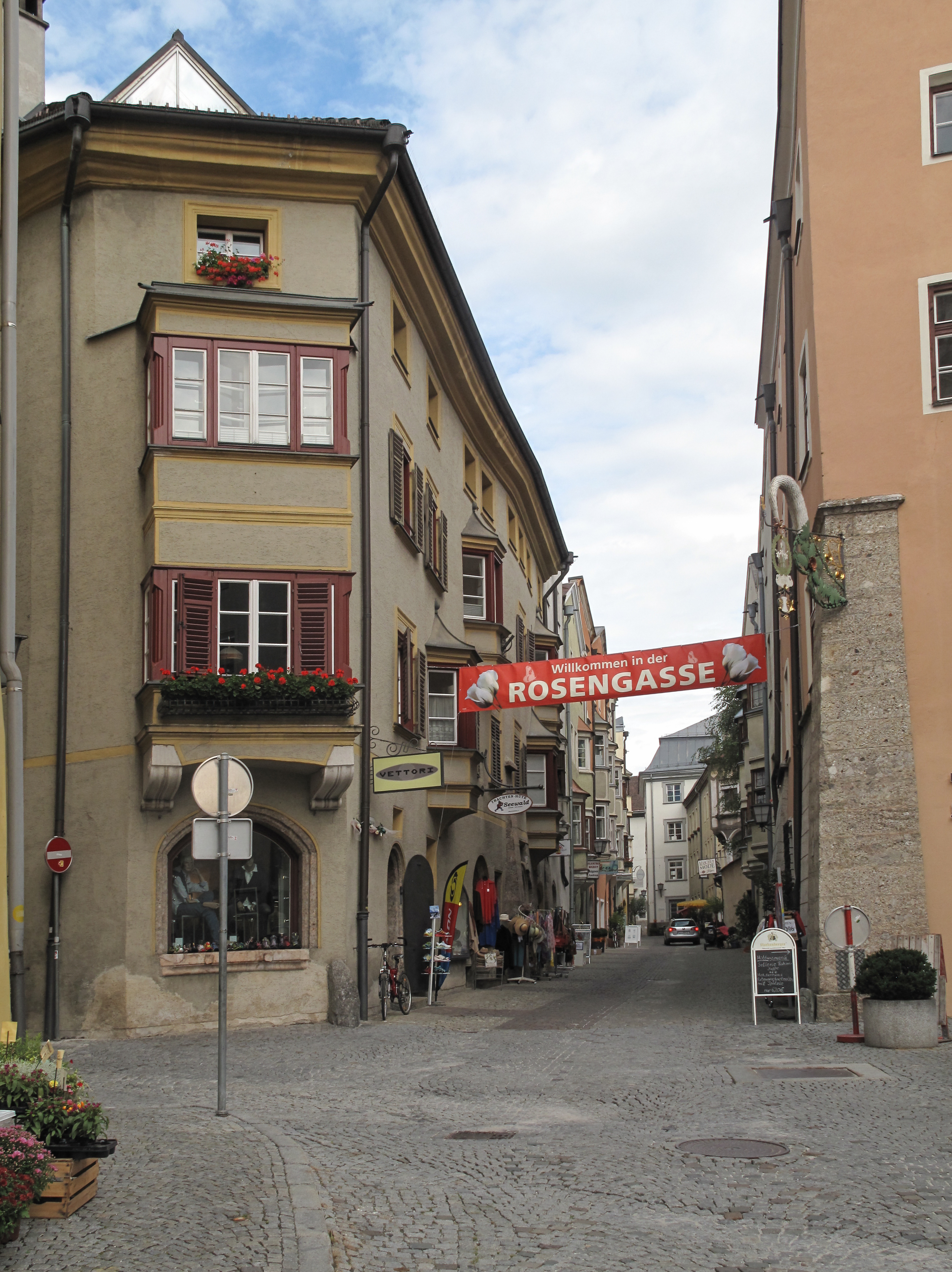
Vista d la calle: Rosengasse
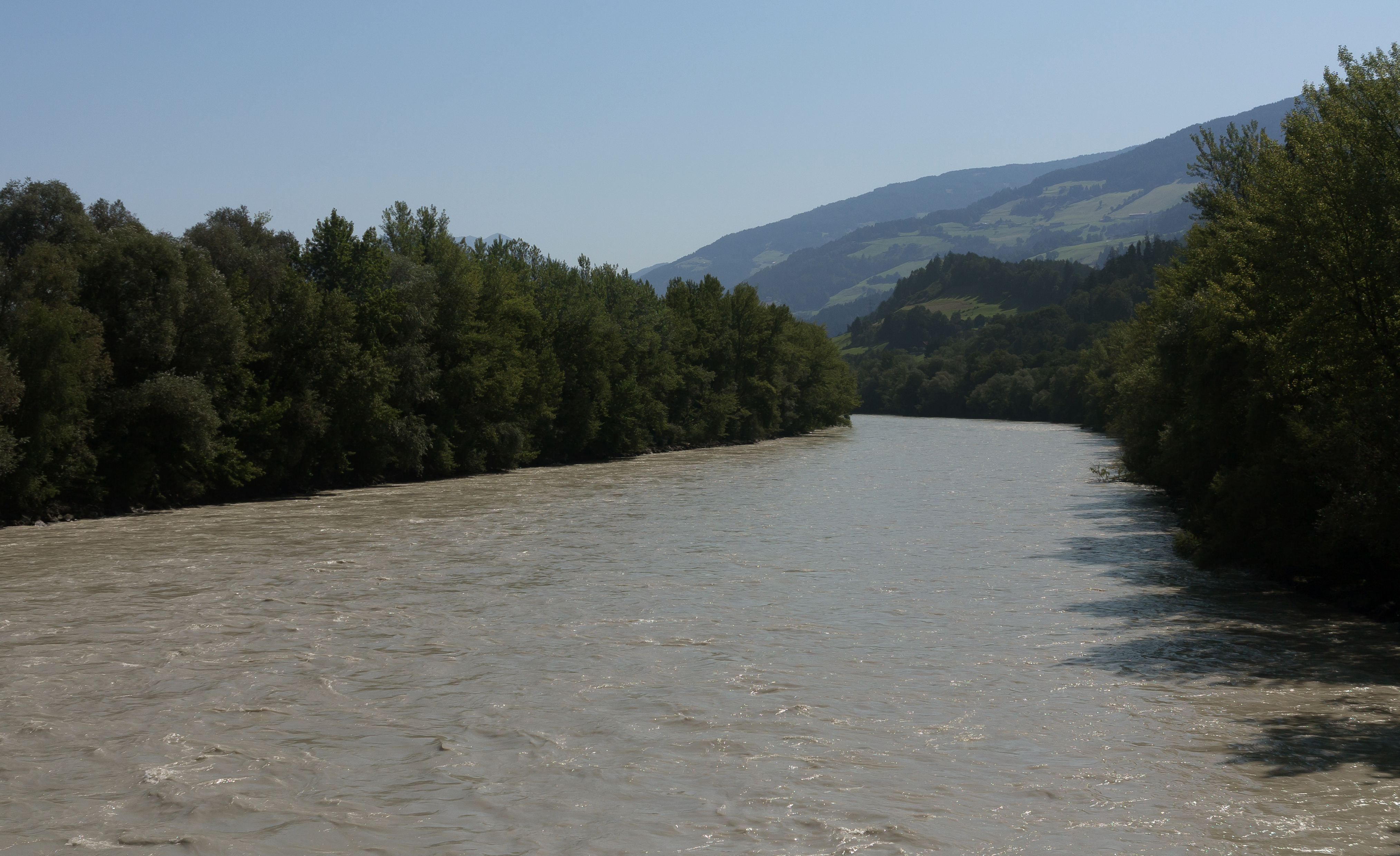
El rio Eno cerca Hall

## Personalidades
- Klaus Dibiasi, campeón de buceo olímpico.
- Janine Flock, corredora de skeleton.
- Christoph Grienberger, astrónomo jesuita.

## Hermanamientos
Hall in Tirol está hermanado con:
- Iserlohn, Alemania, desde 1967
- Winterthur, Suiza
- Sommacampagna, Italia

## Clima
El clima está marcado por la estación de invierno, un periodo frío con días cortos y claros, relativamente poca precipitación (mayoritariamente en la forma de nieve), y humedad baja. Según la clasificación climática Köppen este clima es "Dfc" (clima continental subárctico).